# Opowieści z Narnii: Lew, czarownica i stara szafa

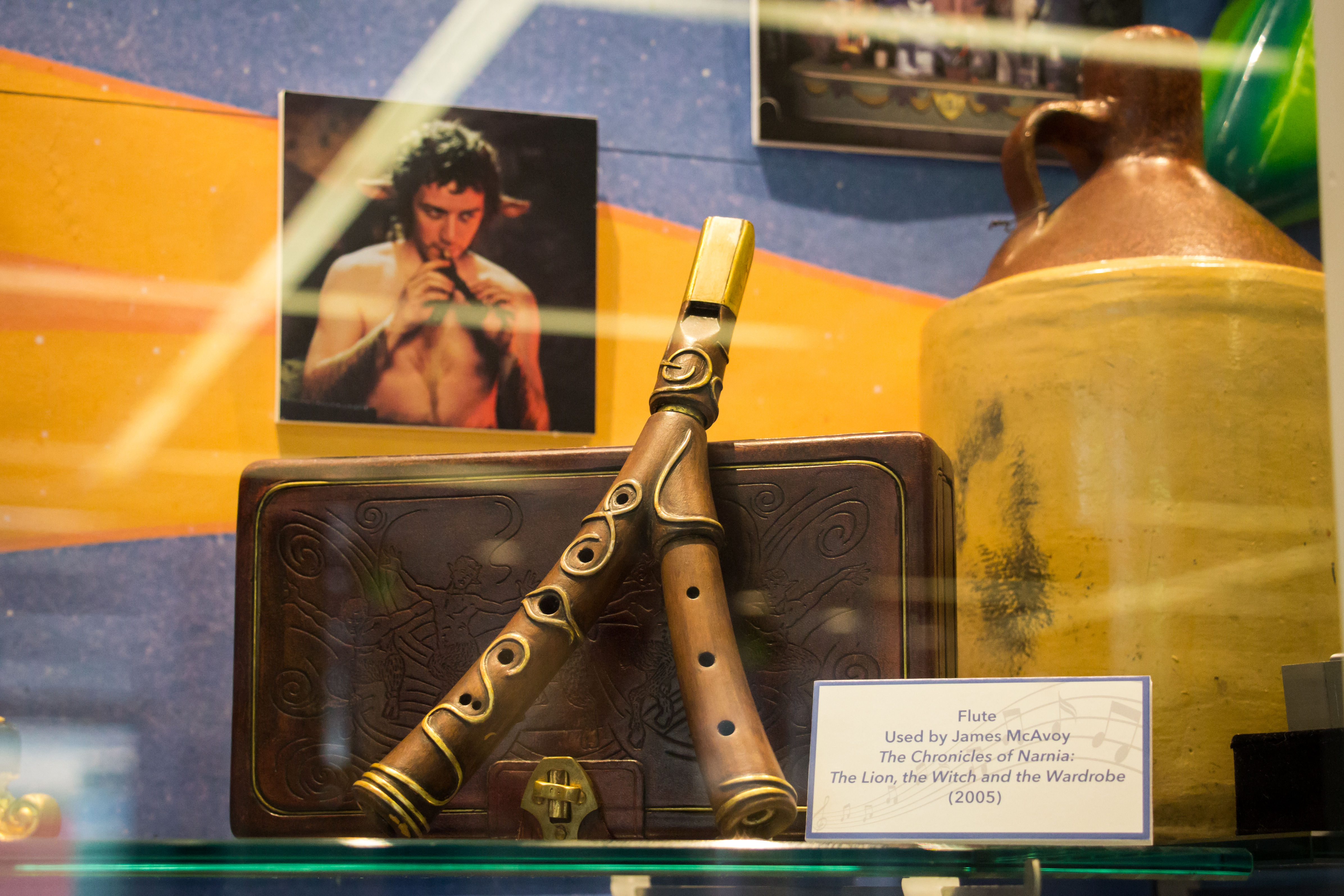

Opowieści z Narnii: Lew, czarownica i stara szafa (ang. The Chronicles of Narnia: The Lion, the Witch and the Wardrobe, 2005) – film przygodowy w konwencji fantasy, który powstał na podstawie powieści C.S. Lewisa pod tytułem Lew, czarownica i stara szafa z serii Opowieści z Narnii, jego kontynuacja Opowieści z Narnii: Książę Kaspian pojawiła się 3 lata później. Trzecia część Opowieści z Narnii: Podróż Wędrowca do Świtu 5 lat później.

## Fabuła
Film opowiada historię czwórki rodzeństwa – Łucji, Zuzanny, Edmunda i Piotra – które odnajduje drogę do tajemniczej krainy Narnii zamieszkałej przez mityczne stworzenia i mówiące zwierzęta. Bramą do tego niezwykłego świata okazuje się stara szafa w wiejskim domu należącym do nieco dziwacznego Profesora. Narnia od stu lat znajduje się we władzy złego czaru, a jej mieszkańcy żyją w ciągłym strachu. Dzieci pomagają prawowitemu władcy – Lwu Aslanowi – pokonać Białą Czarownicę, która zamieniła bajkową Narnię w kraj zła i wiecznej zimy.

## Obsada
- Georgie Henley – Łucja Pevensie
- William Moseley – Piotr Pevensie
- Skandar Keynes – Edmund Pevensie
- Anna Popplewell – Zuzanna Pevensie
- Tilda Swinton – Biała Czarownica
- James McAvoy – pan Tumnus, faun
- Jim Broadbent – profesor Digory Kirke
- Rupert Everett – lis (głos)
- Liam Neeson – Aslan (głos)
- Ray Winstone – pan bóbr (głos)
- Dawn French – pani bóbr (głos)

i inni.

## Zdjęcia

### W Polsce
Część zdjęć do filmu była kręcona w Polsce, nad zamarzniętym Jeziorem Siemianowskim (znajdującym się na północ od Puszczy Białowieskiej). Chodzi o scenę, w której dzieci i bobry decydują się iść w poprzek zamarzniętej rzeki, zamiast ją obejść, aby szybciej zdążyć na ratunek Edmundowi. Niestety, wejście na środek zbiornika wodnego wiąże się z niebezpieczeństwem dostrzeżenia ich przez Białą Czarownicę.
W skład polskiej ekipy zdjęciowej filmu weszli:
- producent nadzorujący Marianna Rowińska
- kierownik produkcji Janusz Czech
- II operator kamery Michał Sobótka
- asystent operatora Henryk Jedynak
- operator Steadicam Tomek Karnowski
- kierownik planu Inga Kruk
- asystenci kier. produkcji Anna Mogielnicka, Paulina Czech

### W Czechach
Zdjęcia w Czechach były kręcone w Parku Narodowym „Czeska Szwajcaria”.

## Wersja polska
Wersja polska: Sun Studio Polska

Reżyseria: Waldemar Modestowicz

Dialogi polskie: Jan Jakub Wecsile

Dźwięk i montaż: Michał Skarżyński

Kierownik produkcji: Beata Jankowska

Opieka artystyczna: Mariusz Arno Jaworowski
W wersji polskiej udział wzięli:
- Piotr Deszkiewicz – Piotr Pevensie
- Piotr Machalica – Aslan
- Władysław Kowalski – Profesor Digory Kirke
- Elżbieta Kępińska – Pani Macready
- Grzegorz Damięcki – Pan Tumnus
- Anna Seniuk – Pani Bóbr
- Krzysztof Kowalewski – Pan Bóbr
- Danuta Stenka – Biała Czarownica
- Marta Dąbrowska – Zuzanna Pevensie
- Maja Cygańska – Łucja Pevensie
- Kamil Kubik – Edmund Pevensie
- Franciszek Pieczka – Święty Mikołaj
- Mirosław Zbrojewicz – Generał Oreius
- Maciej Damięcki – Krasnal Ginarbik, sługa Białej Czarownicy
- Jacek Rozenek – Lis
- Andrzej Blumenfeld – Maugrim
- Anna Dereszowska – Dorosła Zuzanna
- Joanna Jeżewska – Helena Pevensie (matka rodzeństwa)
- Julia Kołakowska – Dorosła Łucja
- Brygida Turowska – Driada
- Andrzej Chudy – Strażnik
- Wojciech Machnicki
- Krzysztof Szczerbiński – Dorosły Edmund
- Janusz Wituch – Filip, koń Edmunda
- Karol Wróblewski – Dorosły Piotr

## Nagrody
Film nagrodzono Oscarem w roku 2006 za najlepszą charakteryzację. Był również nominowany za efekty specjalne i dźwięk. Tilda Swinton otrzymała nominację do MTV Movie Awards w kategorii najlepszy czarny charakter.